# El Manteco
El Manteco est la capitale de la paroisse civile de Pedro Cova de la municipalité de Piar de l'État de Bolívar au Venezuela.

## Environnement
Près d'El Manteco a été décrite l'espèce de scorpions Brotheas dasilvai, endémique de la région.

## Personnalités liées
El Manteco est le lieu de naissance de Raúl Leoni (1905-1972), président du Venezuela de 1964 à 1969, ainsi que du peintre et sculpteur Alejandro Otero (1921-1990).

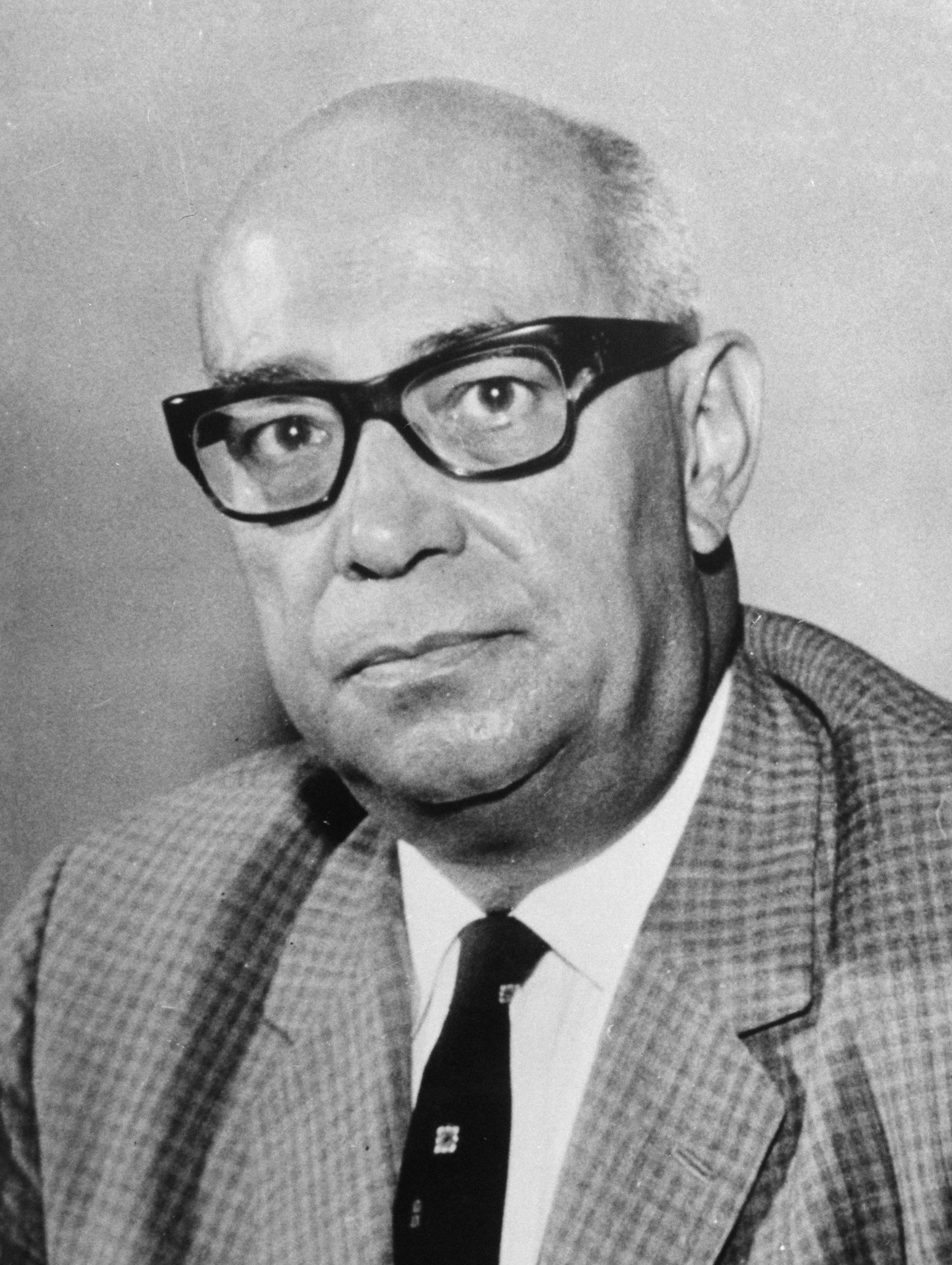
Raúl Leoni (1905-1972), président du Venezuela de 1964 à 1969.